# TV Universitária Rio Grande do Norte
TV Universitária (conhecida pela sigla TVU RN) é uma emissora de televisão brasileira sediada em Natal, capital do estado do Rio Grande do Norte. Opera no canal 5 (48 UHF digital) e é afiliada a TV Brasil. De cunho educativo, está subordinada a Superintendência de Comunicação (COMUNICA) da Universidade Federal do Rio Grande do Norte, da qual também faz parte a rádio Universitária FM e a Agência de Comunicação (Agecom). A sede da emissora está no campus universitário da UFRN, no bairro de Lagoa Nova, e a sua antena de transmissão está no Morro Nova Descoberta, no Parque das Dunas.

## História

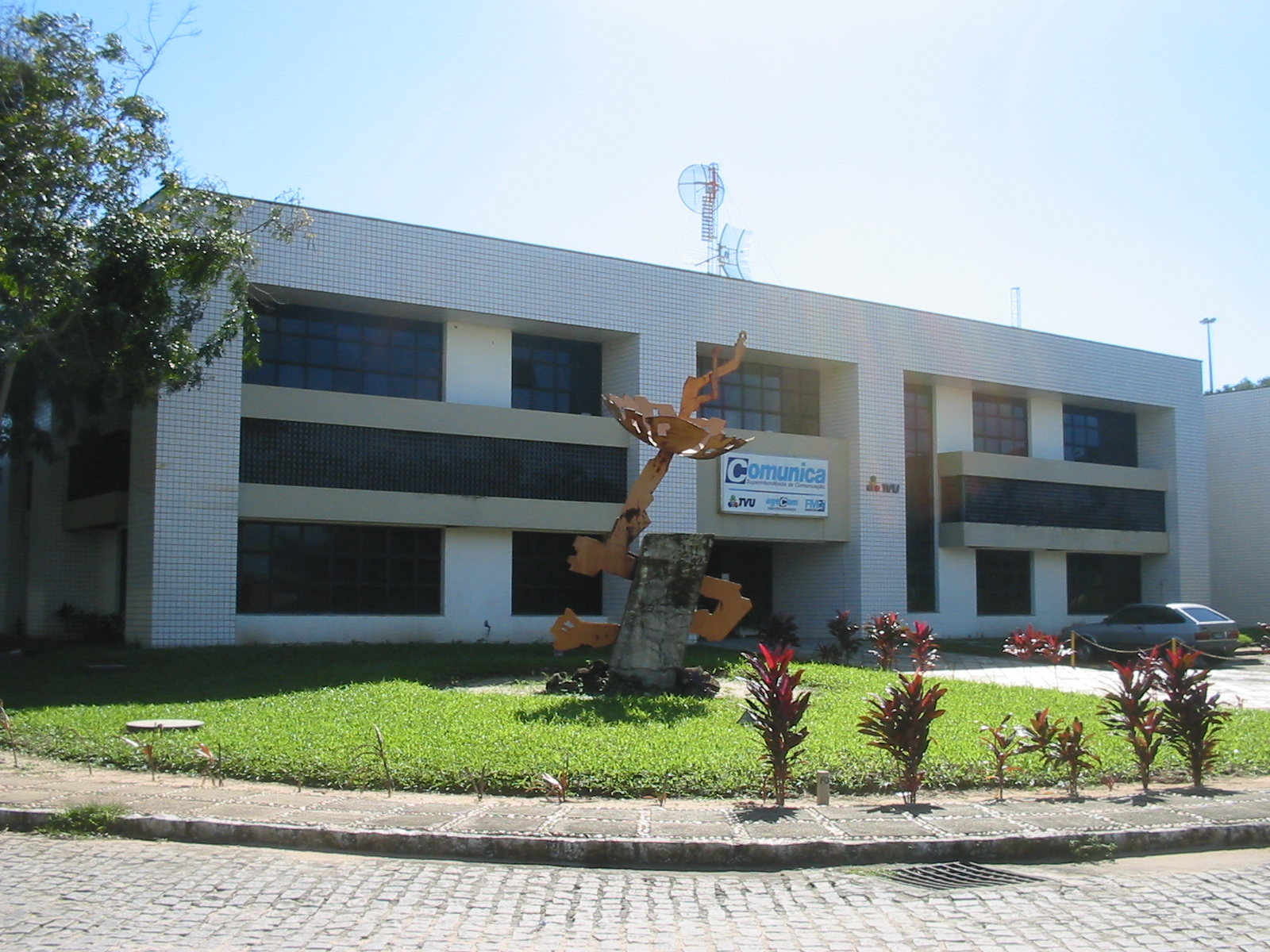
Sede da emissora no Campus Universitário de Natal

Fundada em 2 de dezembro de 1972, sendo uma das mais antigas emissoras educativas do Brasil e a pioneira no estado do Rio Grande do Norte, a TV Universitária, canal 5, é uma emissora da Universidade Federal do Rio Grande do Norte, afiliada à Rede Pública de Televisão, retransmitindo a programação da TV Brasil. Criada inicialmente para atender ao projeto Saci, para ensino à distância nas escolas da rede estadual de ensino básico, a TVU, como é conhecida, possui uma rica história.
No início, era ligada ao INPE (Instituto Nacional de Pesquisas Espaciais) e voltada quase exclusivamente para a produção de tele-aulas e programas para educação infantil. Para isso, possuía uma cobertura considerável, abrangendo várias cidades do interior, com exceção da região da serra de Martins, dadas as difíceis condições geográficas da região. Também construiu a primeira estrutura de transmissão de TV terrestre do RN, composta por diversas torres localizadas estrategicamente em serras (algumas ainda hoje utilizadas pelas emissoras comerciais), que recebiam em UHF e retransmitiam o sinal para o interior através do canal 5. Algumas escolas, de tão distantes, recebiam com o uso de baterias. Para operar todo esse sistema, e emissora dispunha de uma enorme equipe de técnicos que viajavam com jipes por todo o estado.
Com o passar do tempo a TVU diversificou sua programação, incluindo séries, programas musicais, esportivos e jornalísticos. Também desvinculou-se do INPE e passou a funcionar na rua Princesa Isabel, no Centro de Natal, em prédio que hoje abriga o Centro de Formação Cultural do Instituto Federal de Educação, Ciência e Tecnologia do Rio Grande do Norte (IFRN). Arnon de Andrade foi o primeiro diretor geral da TVU quando esta passou a ser responsabilidade da UFRN. Como tinha programação formada predominantemente por produções locais e alguns programas trazidos em fitas, a TVU funcionava como uma verdadeira indústria de televisão, fervilhando o tempo todo com o trânsito de atores, músicos, jornalistas e populares que formavam os auditórios. Lá foram produzidos vários programas que marcaram época na televisão potiguar, como o Canta Nordeste, o RN Notícias e o Memória Viva (exibido até hoje). Também por lá passaram alguns profissionais e personagens importantes do cenário local, como o falecido senador Carlos Alberto.
Em meados da década de 80, a emissora entrou em crise. Faltavam recursos para manter toda a estrutura de transmissão no interior, fazendo com que a cobertura fosse minguando. A produção de programas também foi ficando comprometida e o parque tecnológico obsoleto. O canal 5 manteve-se no ar na capital de forma quase precária, beneficiando-se da inauguração do Sinred, um sistema de emissoras educativas, capitaneada pela TVE do Rio de Janeiro, que mantinha uma programação única via satélite em rede. Nesse período, restaram no ar alguns poucos programas, como De Bar em Bar, Memória Viva, Repórter Cidade e a Santa Missa.
Na década de 1990, a TVU começou uma nova fase. Mudou-se para o Campus Universitário da UFRN, em Lagoa Nova, um prédio moderno, com novos equipamentos, dois estúdios, e que hoje também abriga a FM Universitária e a Agência de Comunicação da UFRN (Agecom). Com uma equipe de funcionários reduzida, em função da falta de concursos para suprir as funções, passou a contar com a colaboração de estudantes do curso de Comunicação da UFRN e com parcerias de constituições para a produção de programas. A emissora iniciou uma nova programação, entrando em rede e se filiou em 1995 com a TV Cultura e alguns programas da TVE Brasil, a partir de 1h30 da manhã transmite também o SescTV (posteriormente TV Senac e STV) até 2004.
Em 2 de dezembro de 2007 deixa a SESC TV e a extinta TVE Brasil deu lugar a TV Brasil se entrou nova afiliada da rede. Nos fades da programação via satélite, passou a inserir programas locais, como o Grandes Temas e o TVU Notícias. No início de 2007 a TVU também teve a cobertura de seu sinal ampliada, com a inauguração de seu novo transmissor de 10 kW, instalado no morro de Nova Descoberta.
Em 11 de janeiro de 2024, ampliou a cobertura e a qualidade de seu sinal digital com a instalação de um novo transmissor de 1 kW, além de também adquirir um transmissor reserva com uma potência de 330 watts, tendo a intenção de garantir a continuidade da sua programação em casos de problemas técnicos.

## Sinal digital
| Canal virtual | Canal digital | Proporção de tela | Programação                                           |
| ------------- | ------------- | ----------------- | ----------------------------------------------------- |
| 5.1           | 48 UHF        | 1080i             | Programação principal da TV Universitária / TV Brasil |

A emissora iniciou suas transmissões digitais na tarde do dia 15 de maio de 2015, através do canal 48 UHF. A solenidade de lançamento do sinal digital também marcou a inauguração das novas instalações do Departamento de Comunicação Social da UFRN, onde estiveram presentes várias autoridades e políticos do estado.
Transição para o sinal digital
Com base no decreto federal de transição das emissoras de TV brasileiras do sinal analógico para o digital, a TV Universitária, bem como as outras emissoras de Natal, cessou suas transmissões pelo canal 5 VHF no dia 30 de maio de 2018, seguindo o cronograma oficial da ANATEL.